# Hiroki Yamada
Hiroki Yamada (Hamamatsu, Prefectura de Shizuoka, Japó, 27 de desembre de 1988) és un futbolista japonès, internacional amb la selecció de futbol del Japó.